# Pablo Cancela
Pablo Cancela Moll (La Coruña, 8 marzo 1988) è un hockeista su pista spagnolo, attaccante del Deportivo Liceo.

## Palmarès

### Club

#### Competizioni nazionali
- Campionato italiano: 3

Forte dei Marmi: 2013-2014, 2014-2015, 2015-2016
- Supercoppa italiana: 1

Forte dei Marmi: 2014